# Selección de baloncesto de Panamá
La selección de baloncesto de Panamá es el equipo formado por jugadores de nacionalidad panameña que representa a la Federación Panameña de Baloncesto (FEPABA) en las competiciones internacionales organizadas por la Federación Internacional de Baloncesto (FIBA) o el Comité Olímpico Internacional (COI): los Juegos Olímpicos, la Copa Mundial de Baloncesto y el Campeonato FIBA Américas.
Con cuatro clasificaciones a la Copa Mundial de Baloncesto, una clasificación a los Juegos Olímpicos y una medalla en los Juegos Panamericanos, Panamá ha sido tradicionalmente la potencia dominante del baloncesto en Centroamérica.

## Historia

### Primera época dorada
Entre los años 1960 y 1970, Panamá ganó el Centrobasket en 1967 y 1969, además de clasificarse por primera vez a los Juegos Olímpicos de 1968 donde Davis Peralta Jr. fue el máximo anotador del torneo. También ganarían la medalla de oro en los Juegos Centroamericanos y del Caribe de 1970 de forma invicta venciendo a Puerto Rico, Cuba, Venezuela, México y República Dominicana, dirigido por el estadounidense Carl Pirelli Minetti. Panamá lograría clasificar a su primer mundial en Yugoslavia 1970.
Fue la generación de Davis Peralta Jr, Pedro ‘El Mago’ Rivas, Luis ‘Bebito’ Sinclair, Noé Alvarado, Eliécer Ellis, Norris Webb, Julio Andrade, entre otros.

### Juegos Panamericanos 1967
En los Juegos Panamericanos de Winnipeg 1967, Panamá consiguió la medalla de bronce. Esta selección dirigida por Francisco Prados estaba compuesta por Ernesto Agard, Percibal Blades, Francisco Checa, Otway Messiah, Héctor Montalvo, Julio Osorio, Davis Peralta, Luis Sinclair, Ronald Walton y Norris Webb.

### Segunda época dorada
A principios de 1980, se dio la "Operación Tamaño", iniciativa que buscaba el talento en jugadores jóvenes, de buena altura y cualidades para el baloncesto. Durante esa década conquistaron una medalla de oro y tres de plata de forma consecutiva. Ganaron los Juegos Centroamericanos y del Caribe de 1986, oro en los Juegos Bolivarianos, un tercer lugar en la Copa William Jones en 1980, un cuarto lugar en el Campeonato FIBA Américas y participó en 2 mundiales en los que destacó entre los máximos anotadores Rolando Frazer.
Esta generación estaba compuesta por Rolando Frazer, Mario 'Papito' Gálvez, Reginaldo Grenald, Enrique Grenald, Edgar Macías, Ernesto Malcom, Louther Francis, Braulio Rivas, Adolfo Medrick, Mario Butler, Alfonso "Flexible" Smith, Fernando Pinillo y otros.

### Tercera generación

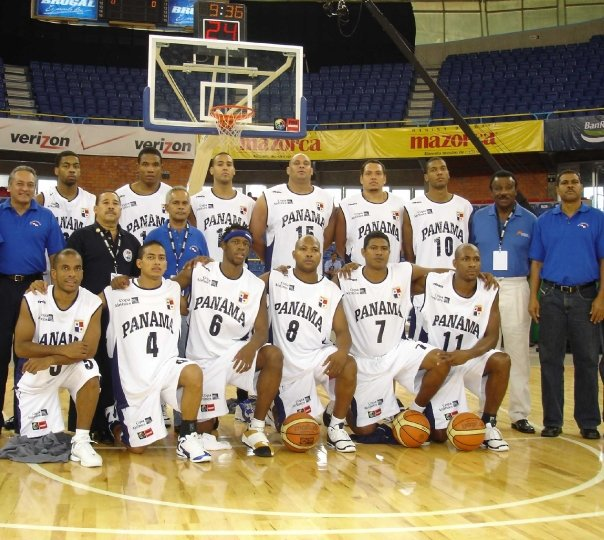
Panamá en el año 2005

Panamá necesitaba un relevo generacional y este relevo se formó de jugadores locales y de hijos de panameños en Estados Unidos. Esta generación ganó el Centrobasket 2006 como local al derrotar a Islas Vírgenes Estadounidenses en la final y clasificar al Mundial de Japón 2006. Parte de esta generación participaron en los Juegos Panamericanos 2007 donde incluso derrotaron a Estados Unidos y quedaron de sexto lugar. Entre los jugadores que formaron este grupo están Antonio García, Michael Hicks, Jaime Lloreda, Danilo Pinnock, Rubén Garcés, Ed Cota, Kevin Daley, Rubén Douglas, Jair Peralta y Joel Muñoz.
Debido a problemas administrativos y la falta de apoyo, el baloncesto panameño cayó en un debacle durante la década de 2010 llevando a que fuese suspendida a participar en torneos como el Campeonato FIBA Américas de 2013.

## Plantilla
- Lista de jugadores convocados que disputaron el Clasificatorio a la FIBA AmeriCup de 2025.[1]

| Panamá                     | Panamá           | Panamá | Panamá | Panamá | Panamá                    |
| Num                        | Jugador          | Pos    | Altura | Edad   | Equipo                    |
| -------------------------- | ---------------- | ------ | ------ | ------ | ------------------------- |
| 0                          | Ricardo Lindo    | AP     | 1,95 m | 23     | Kouvot Kouvola            |
| 5                          | Trevor Gaskins   | B      | 1,93 m | 34     | Unifacisa Paraiba         |
| 7                          | Amilcar Sánchez  | B      | 1,84 m | 22     | Urupan                    |
| 8                          | Justin Quintero  | AP     | 1,90 m | 25     | Libertadores de Querétaro |
| 10                         | Josimar Ayarza   | AP     | 2,05 m | 36     | Caribbean Storm Islands   |
| 13                         | Pablo Rivas      | AP     | 1,98 m | 29     | Dragones de Don Bosco     |
| 16                         | Eric Romero      | AP     | 1,90 m | 24     | Libertadores de Querétaro |
| 21                         | Gil Atencio      | AP     | 2,00 m | 27     | Urupan                    |
| 23                         | Tony Bishop      | AP     | 2,01 m | 34     | Real Estelí               |
| 25                         | Eugenio Bocaz    | B      | 1,87 m | 28     | Universidad de Concepción |
| 32                         | Javier Carter    | P      | 2,05 m | 32     | Akita Northern Happinets  |
| 55                         | Carlos Rodríguez | B      | 1,88 m | 29     | Caballos de Coclé         |
| Entrenador: Gonzalo García |                  |        |        |        |                           |

## Partidos

### Próximos encuentros
| Fecha                   | Ciudad           | Competición                  | Local                |                                    | Resultado |                                    | Visitante            |
| ----------------------- | ---------------- | ---------------------------- | -------------------- | ---------------------------------- | --------- | ---------------------------------- | -------------------- |
| 23 de febrero de 2023   | Ciudad de Panamá | Clasificación Mundial 2023   | Panamá               | Bandera de Panamá                  | 67:93     | Bandera de la República Dominicana | República Dominicana |
| 26 de febrero de 2023   | Ciudad de Panamá | Clasificación Mundial 2023   | Panamá               | Bandera de Panamá                  | 88:66     | Bandera de Bahamas                 | Bahamas              |
| 31 de octubre de 2023   | Santiago         | Juegos Panamericanos 2023    | República Dominicana | Bandera de la República Dominicana | 81:53     | Bandera de Panamá                  | Panamá               |
| 1 de noviembre de 2023  | Santiago         | Juegos Panamericanos 2023    | Panamá               | Bandera de Panamá                  | 77:85     | Bandera de Argentina               | Argentina            |
| 2 de noviembre de 2023  | Santiago         | Juegos Panamericanos 2023    | Panamá               | Bandera de Panamá                  | 68:77     | Bandera de Venezuela               | Venezuela            |
| 3 de noviembre de 2023  | Santiago         | Juegos Panamericanos 2023    | Panamá               | Bandera de Panamá                  | 49:89     | Bandera de Puerto Rico             | Puerto Rico          |
| 23 de febrero de 2024   | Montevideo       | Clasificatorio AmeriCup 2025 | Uruguay              | Bandera de Uruguay                 | 99:78     | Bandera de Panamá                  | Panamá               |
| 26 de febrero de 2024   | Ciudad de Panamá | Clasificatorio AmeriCup 2025 | Panamá               | Bandera de Panamá                  | 55:77     | Bandera de Uruguay                 | Uruguay              |
| 21 de noviembre de 2024 | Pilar            | Clasificatorio AmeriCup 2025 | Paraguay             | Bandera de Paraguay                | 79:116    | Bandera de Panamá                  | Panamá               |
| 24 de noviembre de 2024 | Belém            | Clasificatorio AmeriCup 2025 | Brasil               | Bandera de Brasil                  | 93:67     | Bandera de Panamá                  | Panamá               |
| 21 de febrero de 2025   | Ciudad de Panamá | Clasificatorio AmeriCup 2025 | Panamá               | Bandera de Panamá                  | 94:68     | Bandera de Paraguay                | Paraguay             |
| 24 de febrero de 2025   | Ciudad de Panamá | Clasificatorio AmeriCup 2025 | Panamá               | Bandera de Panamá                  | 81:74     | Bandera de Brasil                  | Brasil               |

## Entrenadores
| - Nolan Richardson: 2005 - Guillermo Vecchio: 2006 - Nolan Richardson: 2007 - Rolando Blackman: 2014 - Joaquín Ruiz Lorente: 2016–2016 |  | - Manolo Hussein: 2017–2020 - Flor Meléndez: 2021–2023 - José Gómez: 2023 - Gonzalo García: 2023–Act. |

## Plantillas anteriores
- Juegos Olímpicos 1968: finalizó 12° de 16 equipos.

Davis Peralta, Norris Webb, Luis Sinclair, Pedro Rivas, Eliécer Ellis, Calixto Malcom, Nicolás Alvarado, Ernesto Agard, Francisco Checa, Julio Osorio, Percibal Blades, Ramón Reyes. Entrenador: Eugenio Luzcando
- Campeonato Mundial 1970: finalizó 9° de 13 equipos.

Davis Peralta, Luis Sinclair, Pedro Rivas, Ernesto Agard, Julio Osorio, Percibal Blades, Julio Andrade, Herbert Cousins, Ronald Walton, Cecilio Straker, Mario Peart, Héctor Montalvo. Entrenador: Carl Pirelli Minetti
- Campeonato Mundial 1982: finalizó 9° de 13 equipos.

Ernesto Malcolm, Rolando Frazer, Mario Butler, Rodolfo Gill, Fernando Pinillo, Reggie Grenald, Braulio Rivas, Arturo Brown, Mario Gálvez, Adolfo Medrick, Eddie Joe Chávez, Alfonso Smith. Entrenador: Jim Baron
- Campeonato Mundial 1986: finalizó 19° de 24 equipos.

Ernesto Malcolm, Mario Butler, Rolando Frazer, Reggie Grenald, Rodolfo Gill, Fernando Pinillo, Braulio Rivas, Adolfo Medrick, Cirilo Escalona, Mario Gálvez, Enrique Grenald, Daniel Macías. Entrenador: Frank Holness
- Campeonato Mundial 2006: finalizó 21° de 24 equipos.

Ed Cota, Rubén Garcés, Jaime Lloreda, Rubén Douglas, Michael Hicks, Maximiliano Gómez, Eric Omar Cárdenas, Kevin Daley, Antonio García, Jair Peralta, Jamaal Levy, Dionisio Gómez. Entrenador: Guillermo Vecchio
- Campeonato FIBA Américas 2015: finalizó 7° de 10 equipos.

Joel Muñoz, Trevor Gaskins, J.R. Pinnock, Jamelle Horne, Jonathan King, Jamaal Levy, Josimar Ayarza, Michael Hicks, Ernesto Oglivie, Gyno Pomare, Jaime Lloreda, Rubén Garcés. Entrenador: Joaquín Ruiz Lorente
- Campeonato FIBA Américas 2017: finalizó 12° de 12 equipos.

Gary Forbes, Eugenio Luzcando, Joel Muñoz, Jonathan King, Iverson Molinar, Josimar Ayarza, Ernesto Oglivie, Tony Bishop, Jamaal Levy, Abid Oses, Javier Carter, José Montenegro. Entrenador: Manolo Hussein
- Campeonato FIBA Américas 2022: finalizó 11° de 12 equipos.

Alejandro Grant, Isaac Hall, Trevor Gaskins, Aldimir Castillo, Daniel King, Jonathan King, Josimar Ayarza, Eric Romero, José Montenegro, Gil Atencio, Aaron Gedeon, Carlos Rodríguez. Entrenador: Flor Meléndez

## Historial

### Copa Mundial
Resultado General: 31.º puesto
| Copa Mundial de Baloncesto |
| --- |
| - 1950: No calificó - 1954: No calificó - 1959: No calificó - 1963: No calificó - 1967: No calificó - 1970: 9° Lugar - 1974: No calificó - 1978: No calificó - 1982: 9° Lugar - 1986: 19° Lugar - 1990: No calificó - 1994: No calificó - 1998: No calificó - 2002: No calificó - 2006: 21° Lugar - 2010: No calificó - 2014: No calificó - 2019: No calificó - 2023: No calificó - 2027: TBD |

### Juegos Olímpicos
| Baloncesto en los Juegos Olímpicos |
| --- |
| - Berlín 1936: No calificó - Londres 1948: No calificó - Helsinki 1952: No calificó - Melbourne 1956: No calificó - Roma 1960: No calificó - Tokio 1964: No calificó - México 1968: 12° Lugar - Múnich 1972: No calificó - Montreal 1976: No calificó - Moscú 1980: No calificó - Los Ángeles 1984: No calificó - Seúl 1988: No calificó - Barcelona 1992: No calificó - Atlanta 1996: No calificó - Sídney 2000: No calificó - Atenas 2004: No calificó - Pekín 2008: No calificó - Londres 2012: No calificó - Río 2016: No calificó - Tokio 2020: No calificó - París 2024: No calificó |

### Campeonato FIBA Américas
| - 1980: No calificó - 1984: 4° Lugar - 1988: No calificó - 1989: 11° Lugar - 1992: 7° Lugar - 1993: 8° Lugar - 1995: No calificó - 1997: No calificó - 1999: 9° Lugar - 2001: 6° Lugar - 2003: No calificó - 2005: 5° Lugar - 2007: 9° Lugar - 2009: 8° Lugar - 2011: 8° Lugar - 2013: No calificó - 2015: 7° Lugar - 2017: 12° Lugar - 2022: 11° Lugar - 2025: ? |

### Centrobasket
| - 1965: 4° Lugar - 1967: - 1969: - 1971: No calificó - 1973: 4° Lugar - 1975: No calificó - 1977: - 1981: - 1985: - 1987: - 1989: - 1991: 4° Lugar - 1993: - 1995: 4° Lugar - 1997: No calificó - 1999: 4° Lugar - 2001: - 2003: No calificó - 2004: - 2006: - 2008: 6° Lugar - 2010: - 2012: 4° Lugar - 2014: 5° Lugar - 2016: 4 Lugar |

### Juegos Panamericanos
| Juegos Panamericanos | Juegos Panamericanos | Juegos Panamericanos | Juegos Panamericanos | Juegos Panamericanos | Juegos Panamericanos |
| -------------------- | -------------------- | -------------------- | -------------------- | -------------------- | -------------------- |
| - 1951: 6° Lugar     |                      | - 1979: 7° Lugar     |                      | - 2007: 6° Lugar     |                      |
| - 1955: No calificó  |                      | - 1983: No calificó  |                      | - 2011: No calificó  |                      |
| - 1959: No calificó  |                      | - 1987: 6° Lugar     |                      | - 2015: No calificó  |                      |
| - 1963: No calificó  |                      | - 1991: No calificó  |                      | - 2019: No calificó  |                      |
| - 1967:              |                      | - 1995: No calificó  |                      | - 2023: 8° Lugar     |                      |
| - 1971: 6° Lugar     |                      | - 1999: No calificó  |                      | - 2027: ?            |                      |
| - 1975: No calificó  |                      | - 2003: No calificó  |                      |                      |                      |

## Palmarés
- Centrobasket:
  -   Campeón (4): 1967, 1969, 1981, 2006
  -  Subcampeón (3): 1985, 1987, 1989
  -  Tercer lugar (5): 1977, 1993, 2001, 2004, 2010

- Juegos Panamericanos:
  -  Tercer lugar (1): 1967

- Juegos Centroamericanos y del Caribe:
  -   Campeón (2): 1970, 1986
  -  Subcampeón (5): 1946, 1954, 1962, 1998, 2014
  -  Tercer lugar (3): 1930, 1959, 2006

- Campeonato FIBA COCABA:
  -   Campeón (3): 1999, 2004, 2015
  -  Tercer lugar (1): 2009

- Juegos Bolivarianos:
  -   Campeón (3): 1970, 1985, 2005

- Juegos Deportivos Centroamericanos:
  -   Campeón (2): 2006, 2017
  -  Subcampeón (1): 2010